# Lista do Património Mundial na América
A Organização das Nações Unidas para a Educação, a Ciência e a Cultura (UNESCO), propôs um plano de proteção aos bens culturais do mundo, através da "Convenção sobre a Proteção do Patrimônio Mundial Cultural e Natural", aprovado em 1972. Apresenta uma lista de bens que pertencem ao Patrimônio Mundial (World Heritage), também denominado Patrimônio da Humanidade. O México é o país da América Latina com o maior número de sítios que integram a lista do Patrimônio Mundial, com 33, seguido do Brasil com 21, pois recentemente o Conjunto Arquitetônico da Pampulha e o Cais do Valongo foram tombados como Patrimônios mundiais.

## Antigua e Barbuda
- Docas Navais de Antigua e locais arqueológicos relacionados (2016)

## Argentina

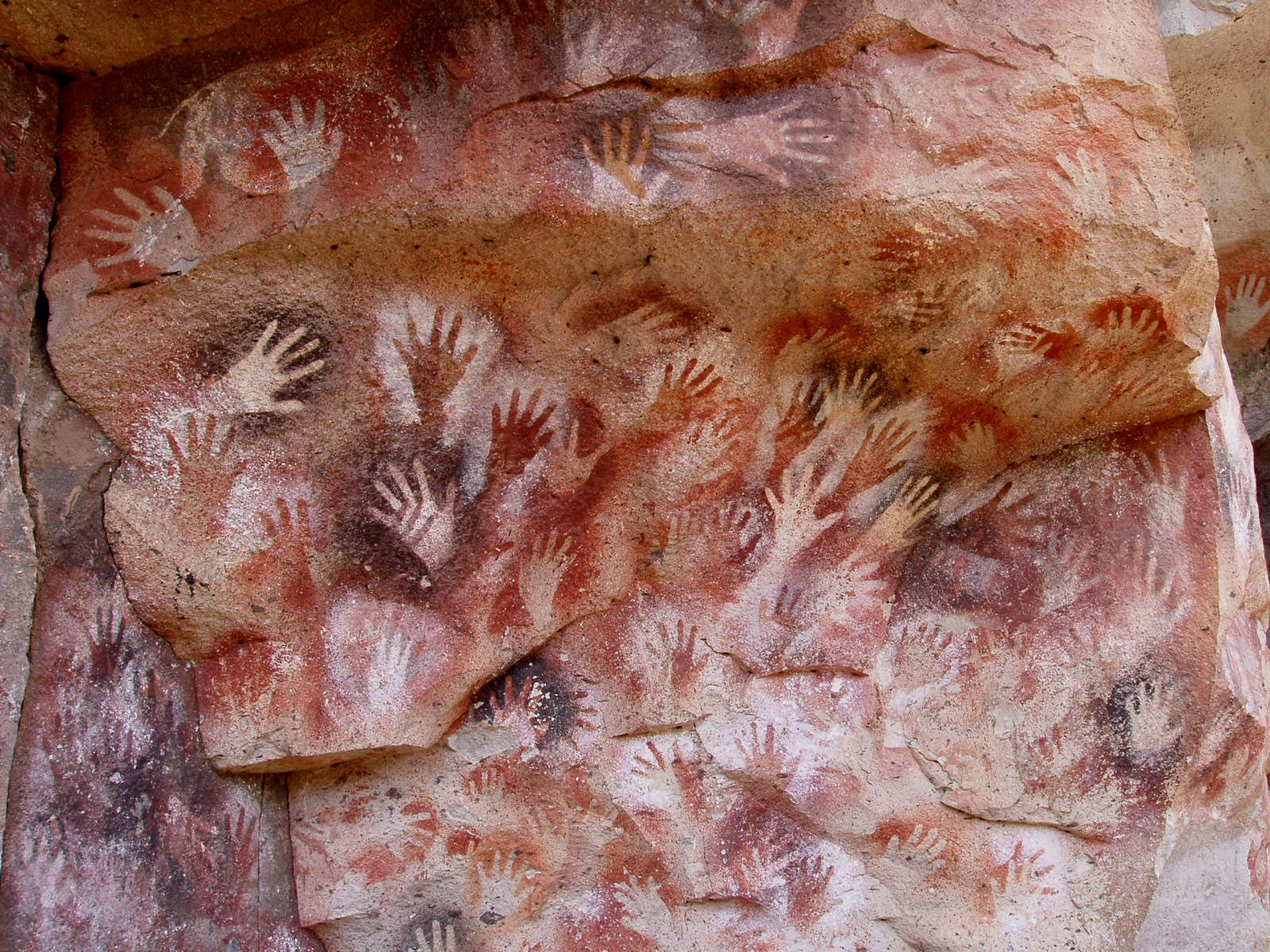
Caverna das Mãos, Rio Pinturas

- Parque Nacional do Los Glaciares (1981)
- Missões Jesuítas dos Guaranis: San Ignacio Miní, Santa Ana, Nossa Senhora de Loreto e Santa Maria a Maior na (Argentina), e as Ruínas de São Miguel das Missões (Brasil) (1983, 1984) - (sítio transfronteiriço com o Brasil)
- Parque Nacional do Iguaçu (1984)
- Caverna das Mãos, Rio Pinturas (1999)
- Península Valdés (1999)
- Parque Natural de Ischigualasto e Parque Natural de Talampaya (2000)
- Bairro e as Estâncias Jesuítas de Córdoba (2000)
- Quebrada de Humahuaca (2003)
- Qhapaq Ñan, Conjunto de Rotas Incas nos Andes (2014) - (sítio transfronteiriço com a Bolívia, Chile, Colômbia, Equador e Peru)
- O Trabalho Arquitetônico de Le Corbusier, uma Contribuição Impressionante para o Movimento Moderno (2016)
- Parque Nacional Los Alerces (2017)

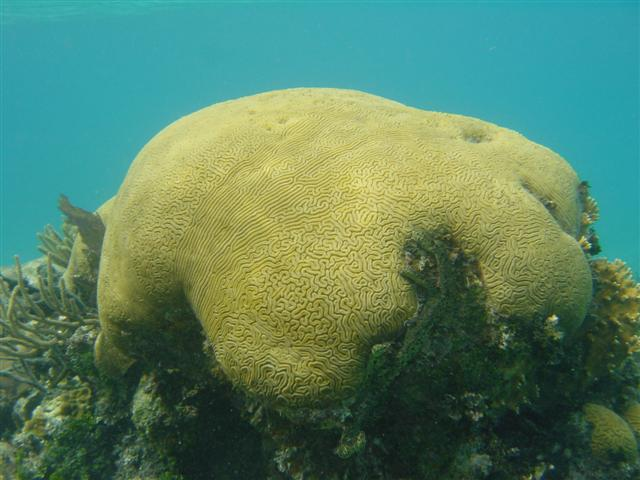
Barreira do Belize

## Barbados
- Centro Histórico de Bridgetown e sua Guarnição Militar (2011)

## Belize
- Reserva do Sistema da Barreira de Recifes em Belize (1996)

## Bermuda (Reino Unido)
- Cidade Histórica de Saint George e Fortificações em seu entorno (2000)

## Bolívia
- Cidade de Potosí (1987)

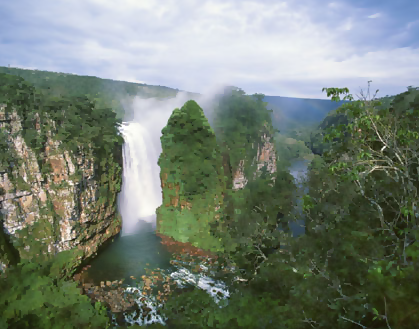
Parque Nacional de Noel Kempff Mercado

- Missões Jesuítas de Chiquitos (1990)
- Cidade Histórica de Sucre (1991)
- Forte de Samaipata (1998)
- Tiwanaku: Centro Espiritual e Político da Cultura Tiwanaku (2000)
- Parque Nacional Noel Kempff Mercado (2000)
- Qhapaq Ñan, Conjunto de Rotas Incas nos Andes (2014) - (sítio transfronteiriço com Argentina, Chile, Colômbia, Equador e Peru)

## Brasil

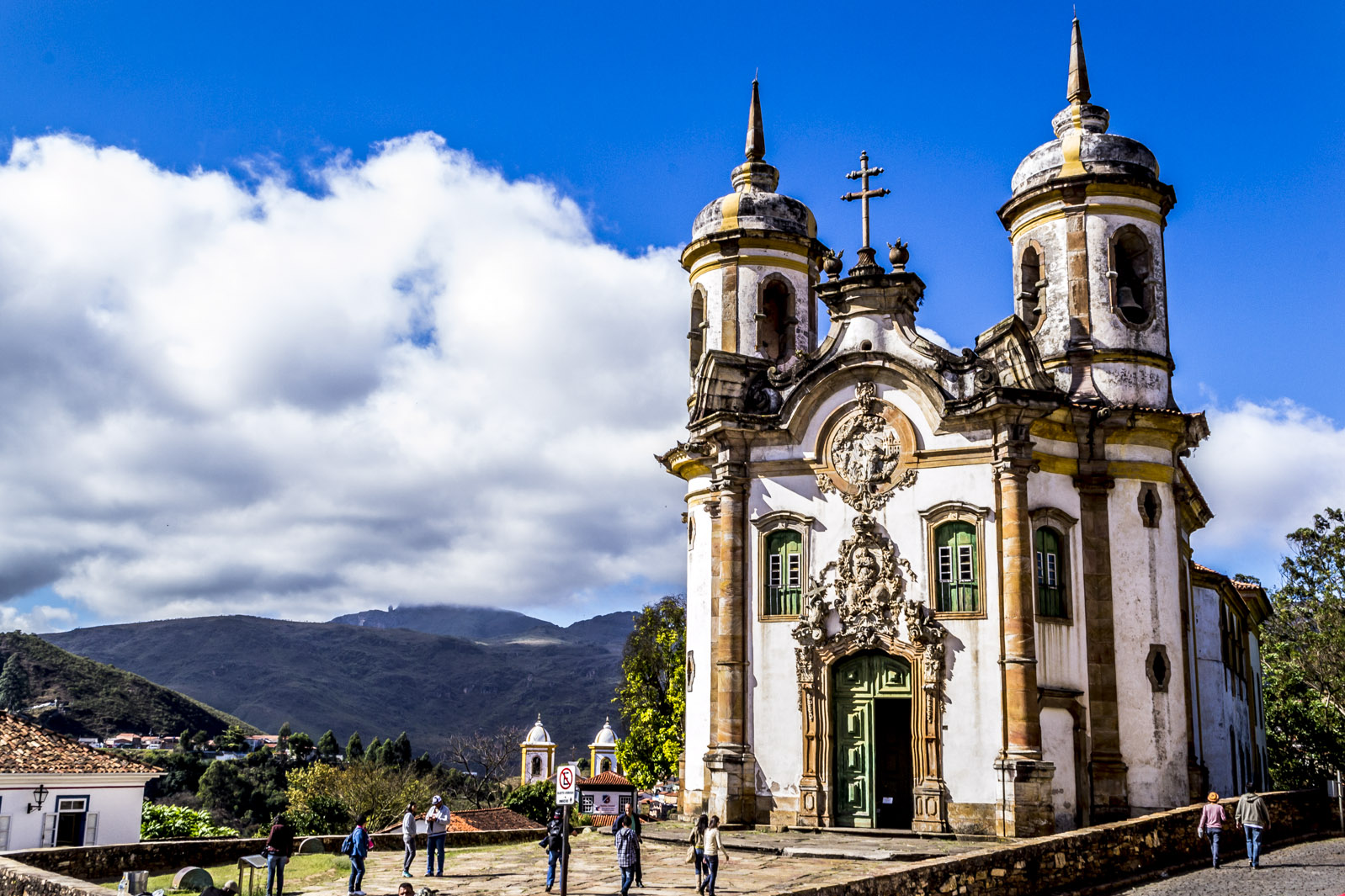
Igreja de São Francisco de Assis, em Ouro Preto

- Cidade Histórica de Ouro Preto (1980)
- Centro Histórico de Olinda (1982)
- Missões Jesuíticas Guarani: San Ignacio Miní, Santa Ana, Nossa Senhora de Loreto, Santa Maria, a Maior e Ruínas de São Miguel das Missões (1983) (sítio transfronteiriço com a Argentina)
- Centro Histórico de Salvador (1985)
- Santuário de Bom Jesus de Matosinhos (1985)
- Parque Nacional do Iguaçu (1986)
- Brasília (1987)
- Parque Nacional da Serra da Capivara (1991)
- Centro Histórico de São Luís (1997)
- Centro Histórico de Diamantina (1999)
- Reservas de Mata Atlântica do Sudeste (1999)
- Reservas de Mata Atlântica da Costa do Descobrimento (1999)
- Parque Nacional do Pantanal Matogrossense (2000)
- Complexo de Conservação da Amazônia Central (2000, est. 2003)
- Ilhas atlânticas brasileiras: Reservas de Fernando de Noronha e Atol das Rocas (2001)
- Zonas protegidas do Cerrado: Parques nacionais da Chapada dos Veadeiros e das Emas (2001)
- Centro Histórico de Goiás (2001)
- Praça de São Francisco (2010)
- Paisagem cultural do Rio de Janeiro (2012)
- Conjunto Arquitetônico da Pampulha (2016)
- Cais do Valongo e da Imperatriz (2017)
- Paraty e Ilha Grande – Cultura e Biodiversidade (2019)
- Sítio Roberto Burle Marx (2021)
- Parque Nacional dos Lençóis Maranhenses (2024)
- Cânion do Rio Peruaçu (2025)

## Canadá
- Parque Nacional de Nahanni (1978)

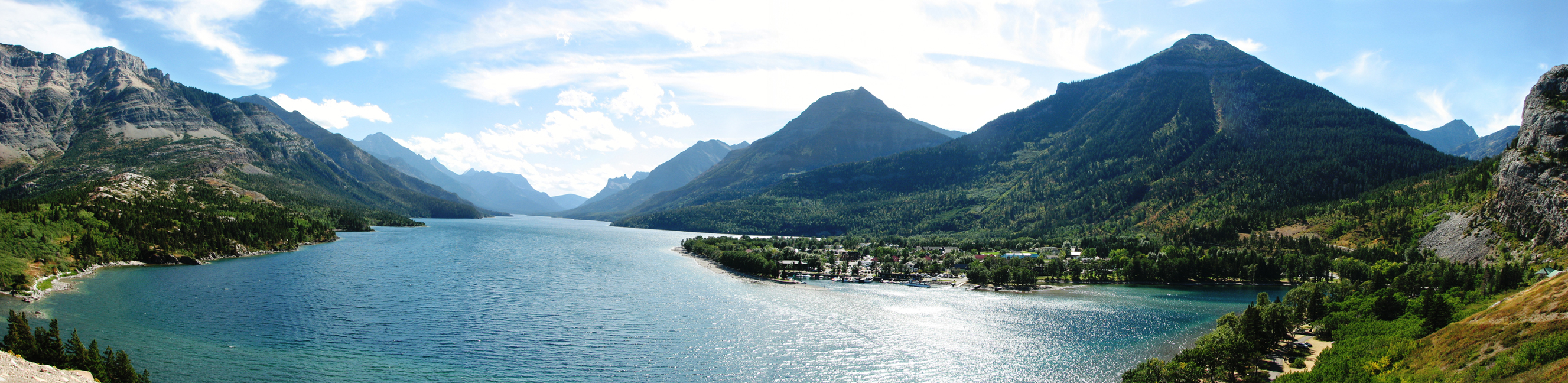
Parque Internacional da Paz Waterton-Glacier

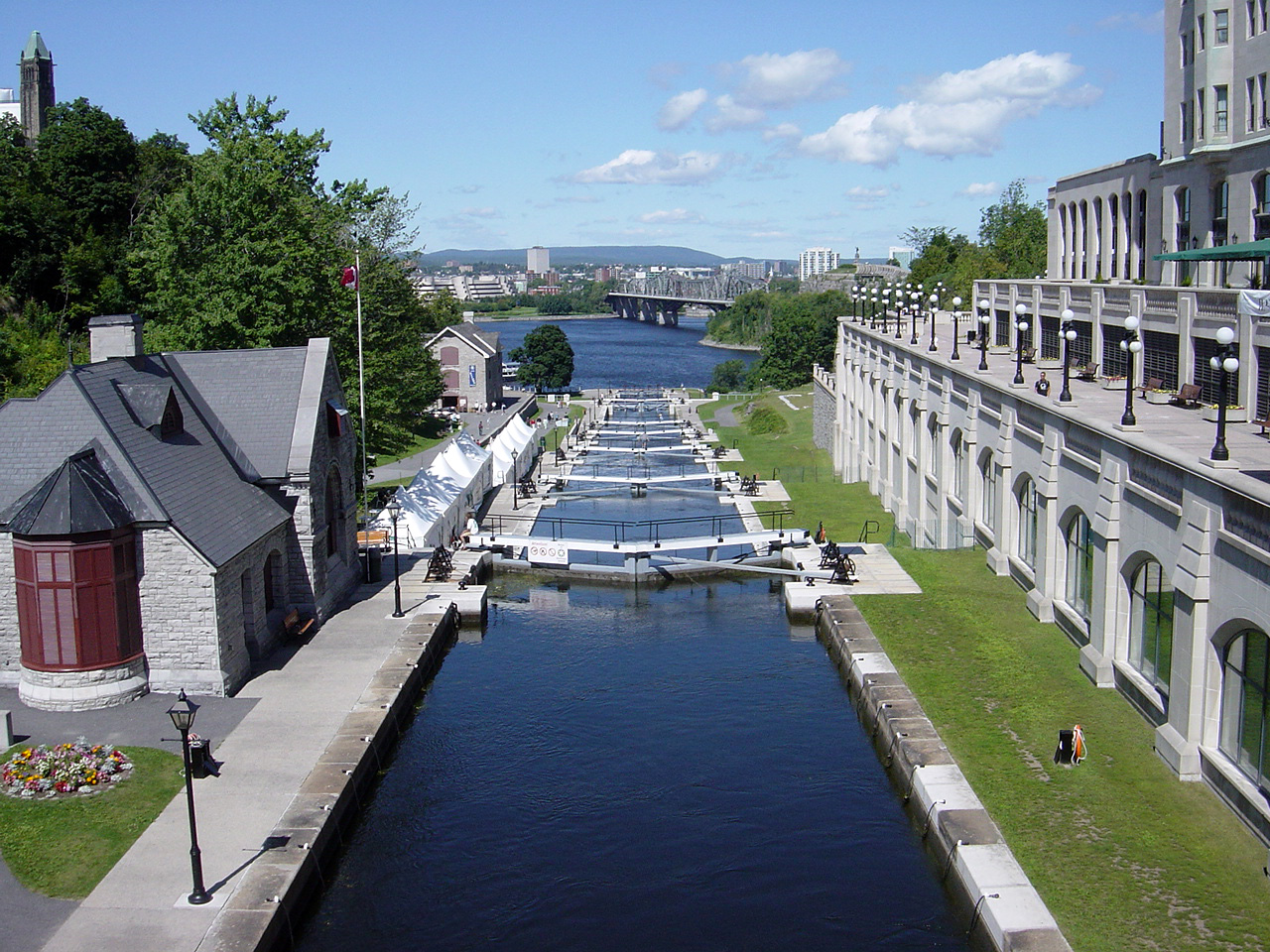
Canal Rideau

- Parque Histórico Nacional de L’Anse aux Meadows (1978)
- Parque Provincial dos Dinossauros (1979)
- Conjunto dos Parques e Reservas Nacionais de: Kluane/Wrangell-St Elias/Baía Glacier/Tatshenshini-Alsek (1979, 1992, 1994) - (sítio transfronteiriço com os Estados Unidos)
- SGwang Gwaay (1981)
- Despenhadeiro dos Bisontes Head-Smashed-In (1981)
- Parque Nacional Wood Bufalo (1983)
- Conjunto dos Parques nas Montanhas Rochosas Canadenses: Parque Nacional Jasper, Parque Nacional Kootenay, Parque Nacional de Banff, Parque Nacional Yoho e os Parques Provinciais: do Monte Robson e do Monte Assiniboine e Hamber (1984, 1990)
- Bairro Histórico da Antiga Quebec (1985)
- Parque Nacional de Gros-Morne (1987)
- Parque Internacional da Paz Waterton-Glacier (1995) (sítio transfronteiriço com os Estados Unidos) (1995)
- Cidade Antiga de Lunenburg (1995)
- Parque Nacional de Miguasha (1999)
- Canal Rideau (2007)
- Falésias de Fósseis de Joggins (2008)
- Paisagem Cultural Arqueológica do Grand-Pré (2012)
- Estação Baleeria Basca de Red Bay (2013)
- Pimachiowin Aki (2018)[3]
- Parque Provincial Writing-on-Stone (2019)

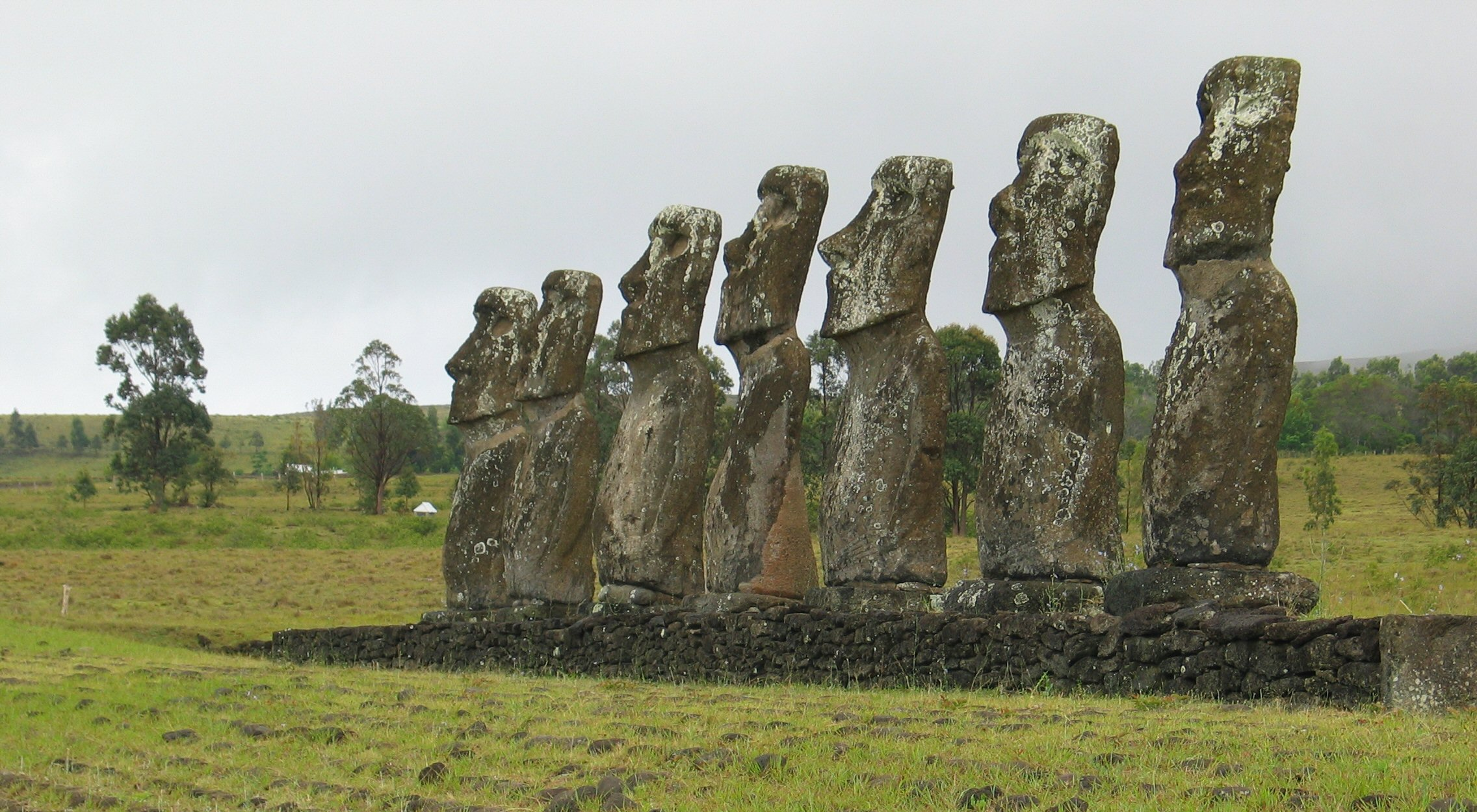
Parque Nacional Rapa Nui

## Chile
- Parque Nacional Rapa Nui (1995)
- Igrejas de Chiloé (2000)
- Bairro Histórico da Cidade Portuária de Valparaíso (2003)
- Fábricas de Nitrato do Chile de Humberstone e Santa Laura (2005)
- Aldeia Mineira de Sewell (2006)
- Qhapaq Ñan, Caminhos Incas (2014) (sítio transfronteiriço com  Argentina, Bolívia, Colômbia, Equador e Peru)

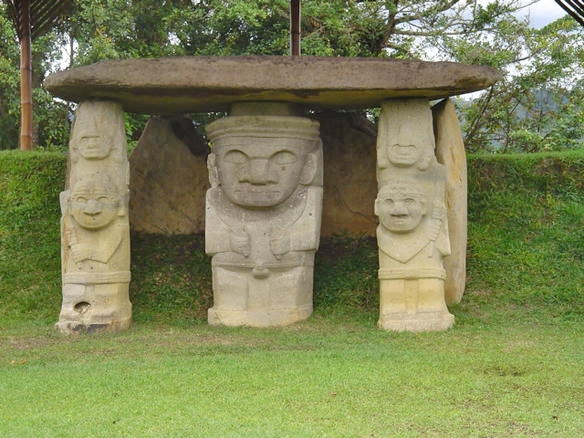
Parque Arqueológico de San Agustín

## Colômbia
- Porto, Fortalezas e Conjunto de Monumentos em Cartagena (1984)
- Parque Nacional Los Katios (1994)
- Centro Histórico de Santa Cruz de Mompox (1995)
- Parque Arqueológico Nacional de Tierradentro (1995)
- Parque Arqueológico de San Agustín (1995)
- Santuário da Fauna e Flora de Malpelo (2006)
- Paisagem Cultural do Café da Colômbia (2011)
- Qhapaq Ñan, Caminhos Incas (2014) (sítio transfronteiriço com Argentina, Bolívia, Chile, Equador e Peru)
- Parque Nacional Chiribiquete - A Maloca do Jaguar (2018)[3]

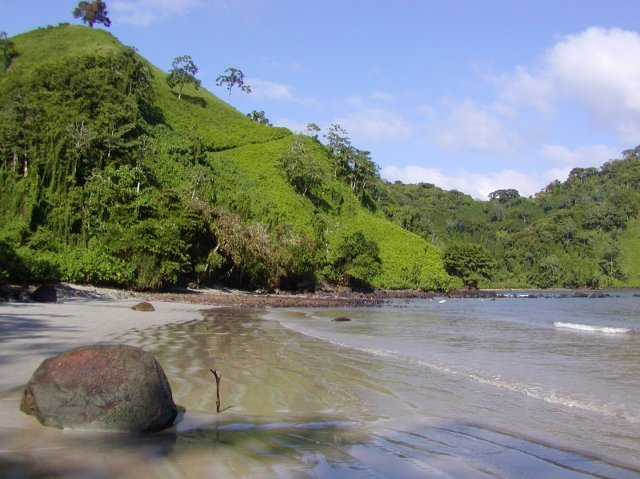
Parque Nacional da Ilha do Coco

## Costa Rica
- Reservas da Cordilheira de Talamanca-La Amistad (1983, 1990) (sítio transfronteiriço com o Panamá)
- Parque Nacional da Ilha do Coco (1997, 2002)
- Zona de Conservação de Guanacaste (1999, 2004)
- Assentamentos pré-colombianos com as esferas de pedra de Diquís (2014)

## Cuba

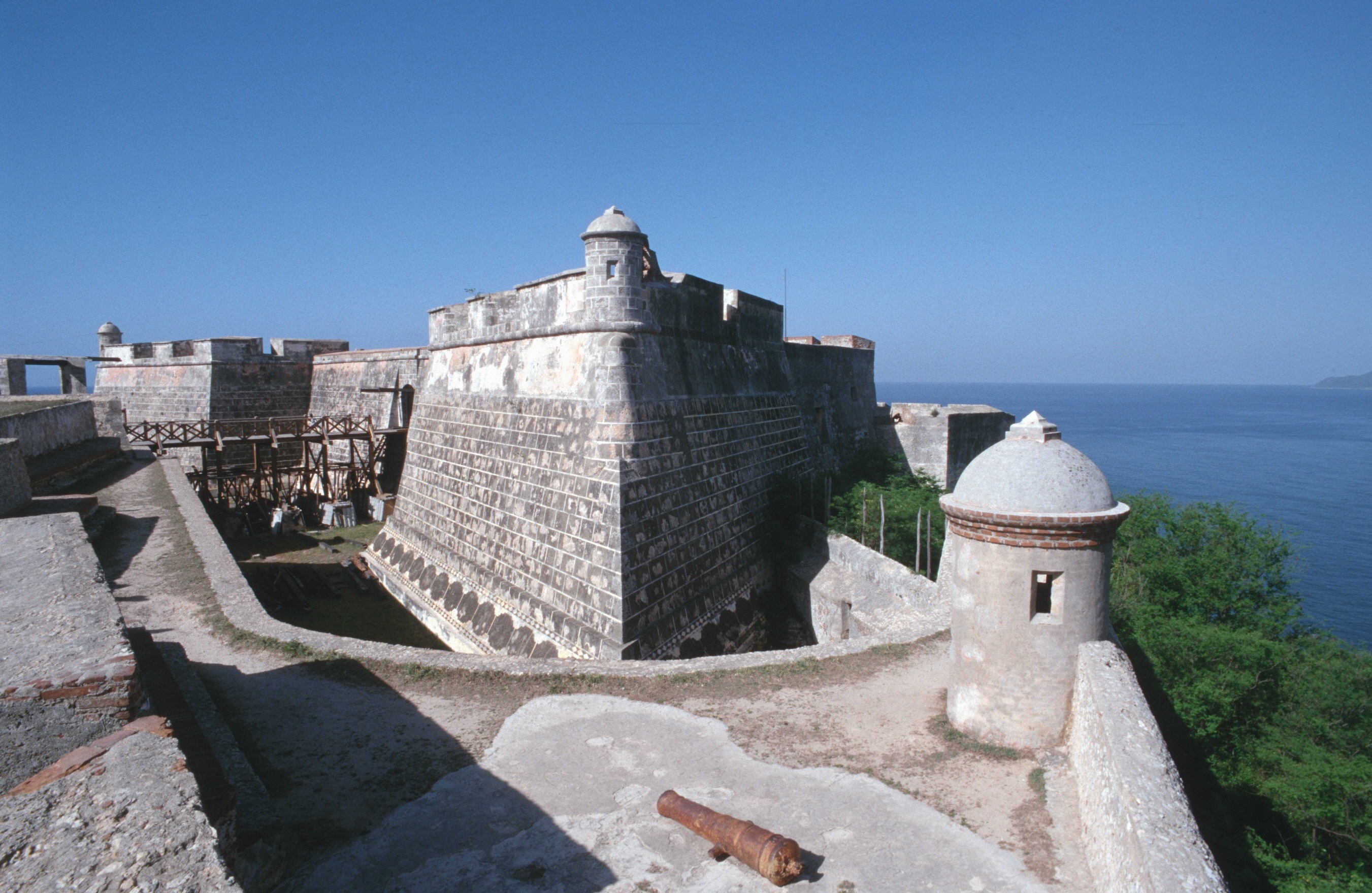
Castelo de San Pedro de la Roca, Santiago de Cuba

- Cidade Antiga de Havana e suas Fortificações (1982)
- Trinidad e Vale de los Ingenios (1988)
- Castelo de San Pedro de la Roca, Santiago de Cuba (1997)
- Parque Nacional Desembarco del Granma (1999)
- Vale de Viñales (1999)
- Paisagem Arqueológica das Primeiras Plantações de Café do Sudeste de Cuba (2000)
- Parque Nacional Alejandro de Humboldt (2001)
- Centro Histórico Urbano de Cienfuegos (2005)
- Centro Histórico de Camagüey (2008)

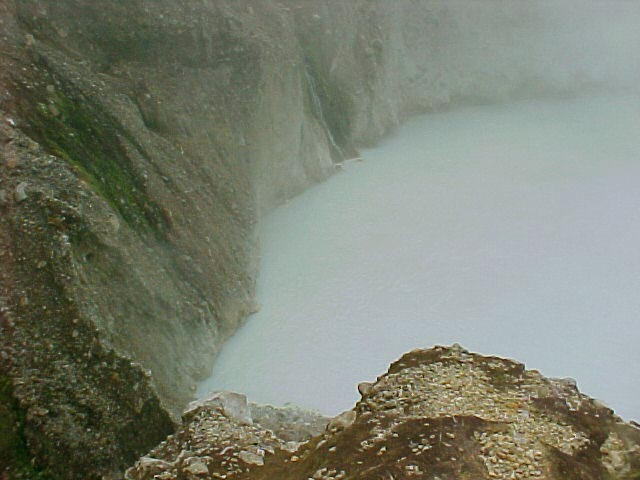
Parque Nacional de Morne Trois Pitons

## Dominica
- Parque Nacional de Morne Trois Pitons (1997)

## El Salvador
- Sítio Arqueológico de Joya de Ceren (1993)

## Equador
- Ilhas Galápagos (1978, 2001)
- Cidade de Quito (1978)
- Parque Nacional Sangay (1983)

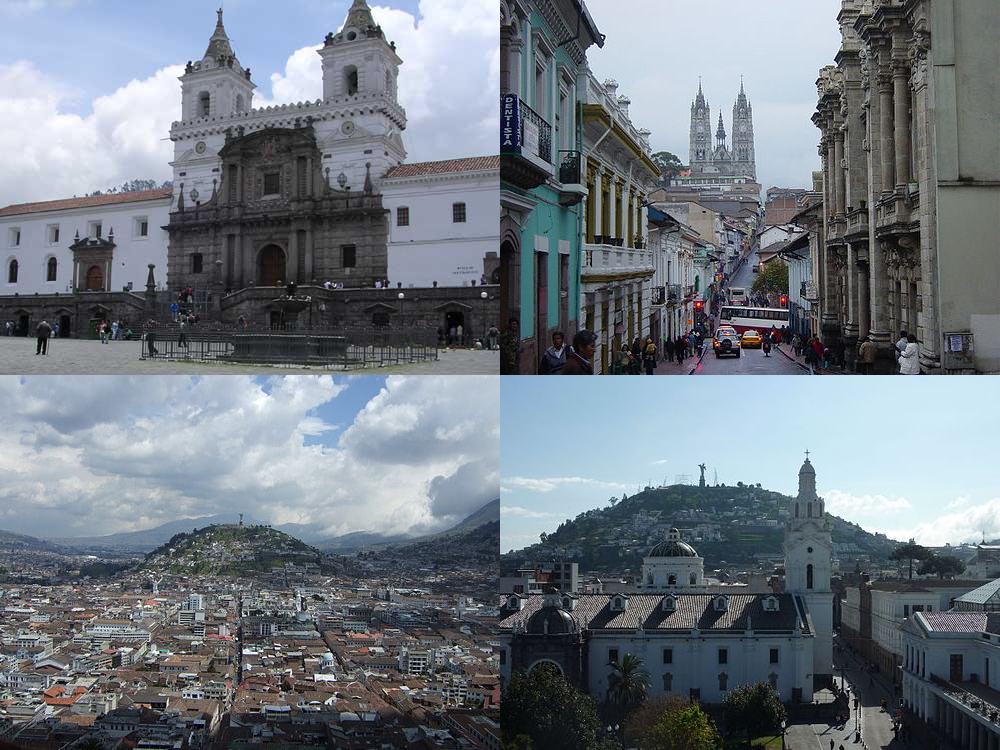
Centro Histórico de Quito

- Centro Histórico de Santa Ana de los Ríos de Cuenca (1999)
- Qhapaq Ñan, Caminhos Incas (2014) (sítio transfronteiriço com Argentina, Bolívia, Chile, Colômbia e Peru)

## Estados Unidos da América
- Mesa Verde (1978)
- Parque Nacional de Yellowstone (1978)

- Independence Hall (1979)

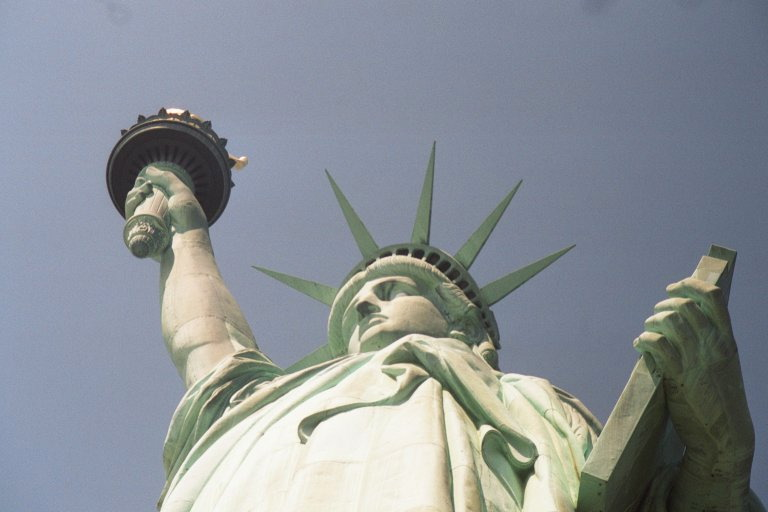
Estátua da Liberdade

- Kluane/Wrangell-St Elias/Baía Glacier/Tatshenshini-Alsek (1979, 1992, 1994) (sítio transfronteiriço com o Canadá)
- Parque Nacional Everglades (1979)
- Parque Nacional do Grand Canyon (1979)
- Parque Nacional Redwood (1980)
- Parque Nacional de Mammoth Cave (1981)
- Parque Nacional Olímpico (1981)
- Sítio Histórico Estadual dos Cahokia Mounds (1982)
- Fortaleza e Sítio Histórico de San Juan em Porto Rico (1983)

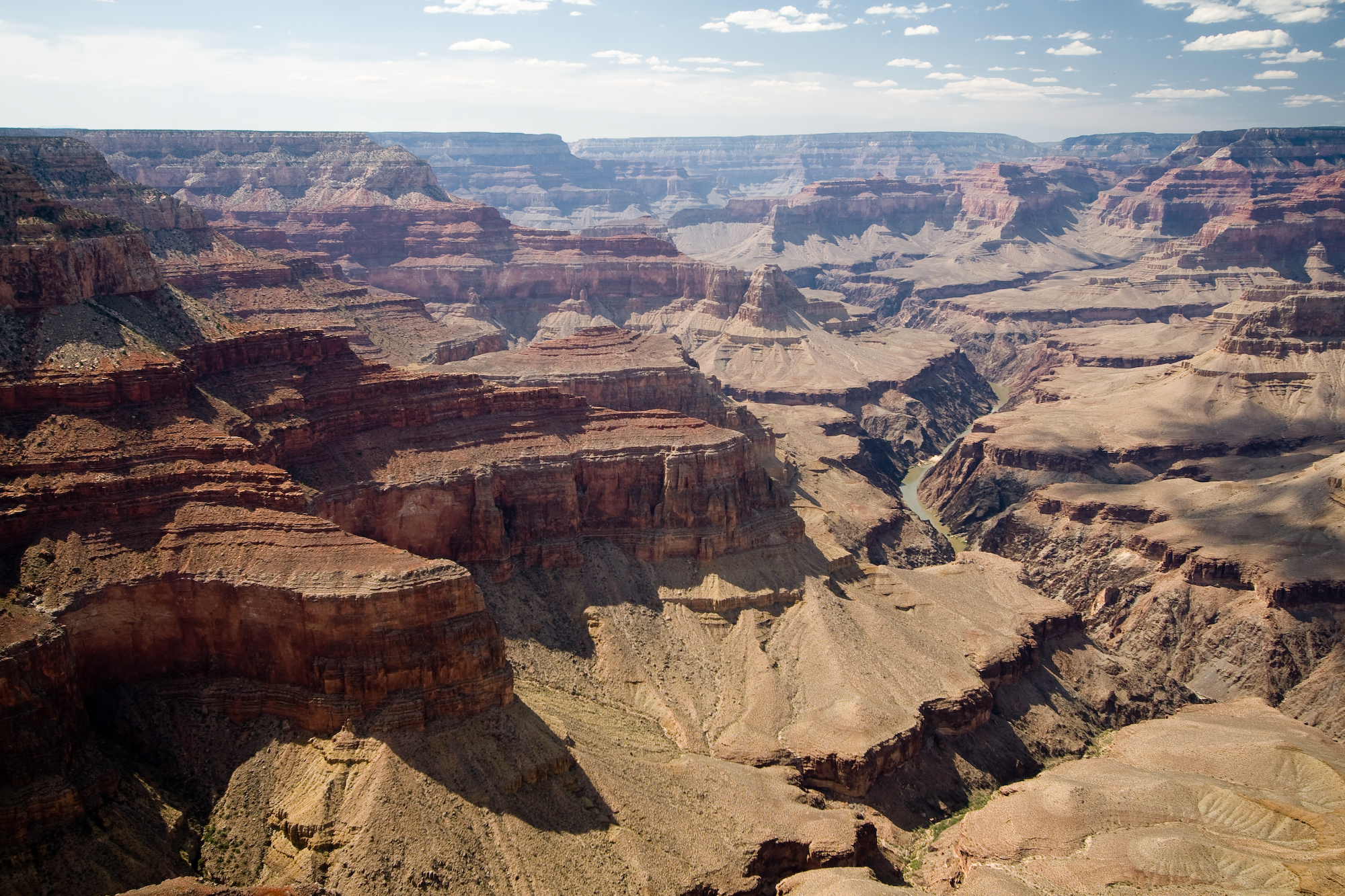
Grand Canyon.

- Parque Nacional das Great Smoky Mountains (1983)
- Parque Nacional de Yosemite (1984)
- Estátua da Liberdade (1984)
- Monticello e Universidade da Virgínia, em Charlottesville (1987)
- Parque Histórico Nacional da Cultura Chaco (1987)
- Parque Nacional dos Vulcões do Havaí (1987)
- Pueblo de Taos (1992)
- Parque Internacional da Paz Waterton-Glacier (1995) (sítio transfronteiriço com o Canadá)
- Parque Nacional das Grutas de Carlsbad (1995)
- Papahānaumokuākea (2010)
- Poverty Point (2014)
- Missões de San Antonio no Texas (2015)
- Arquitetura do Século XX de Frank Lloyd Wright (2019)

## Guatemala
- Parque Nacional de Tikal (1979)
- Antigua Guatemala (1979)

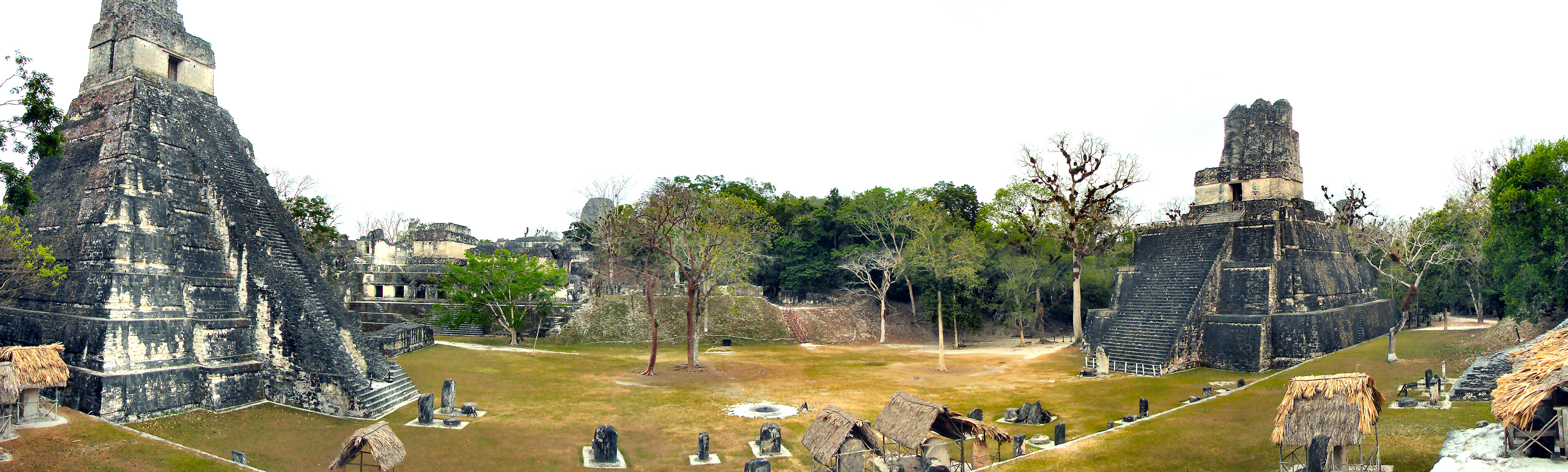
Parque Nacional de Tikal

- Parque Arqueológico e Ruínas de Quirigua (1981)

## Haiti

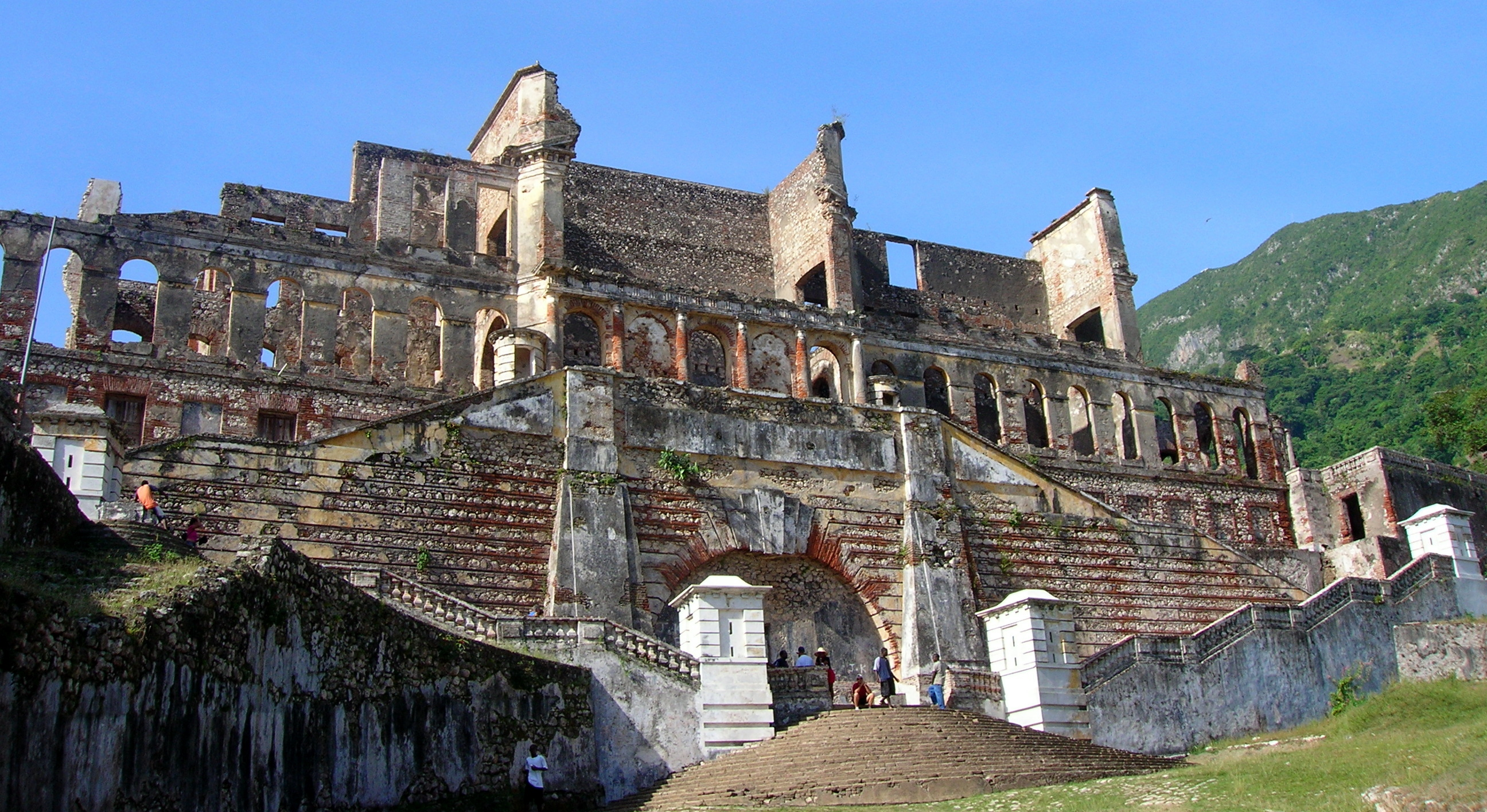
Parque Nacional Histórico - Cidadela, Sans Souci, Ramiers

- Parque Nacional Histórico - Cidadela, Sans-Souci , Ramiers (1982)

## Honduras
- Sítio Maia de Copán (1980)
- Reserva da Biosfera de Río Plátano (1982)

## Jamaica
- Montanhas Blue e John Crow (2015)

## México

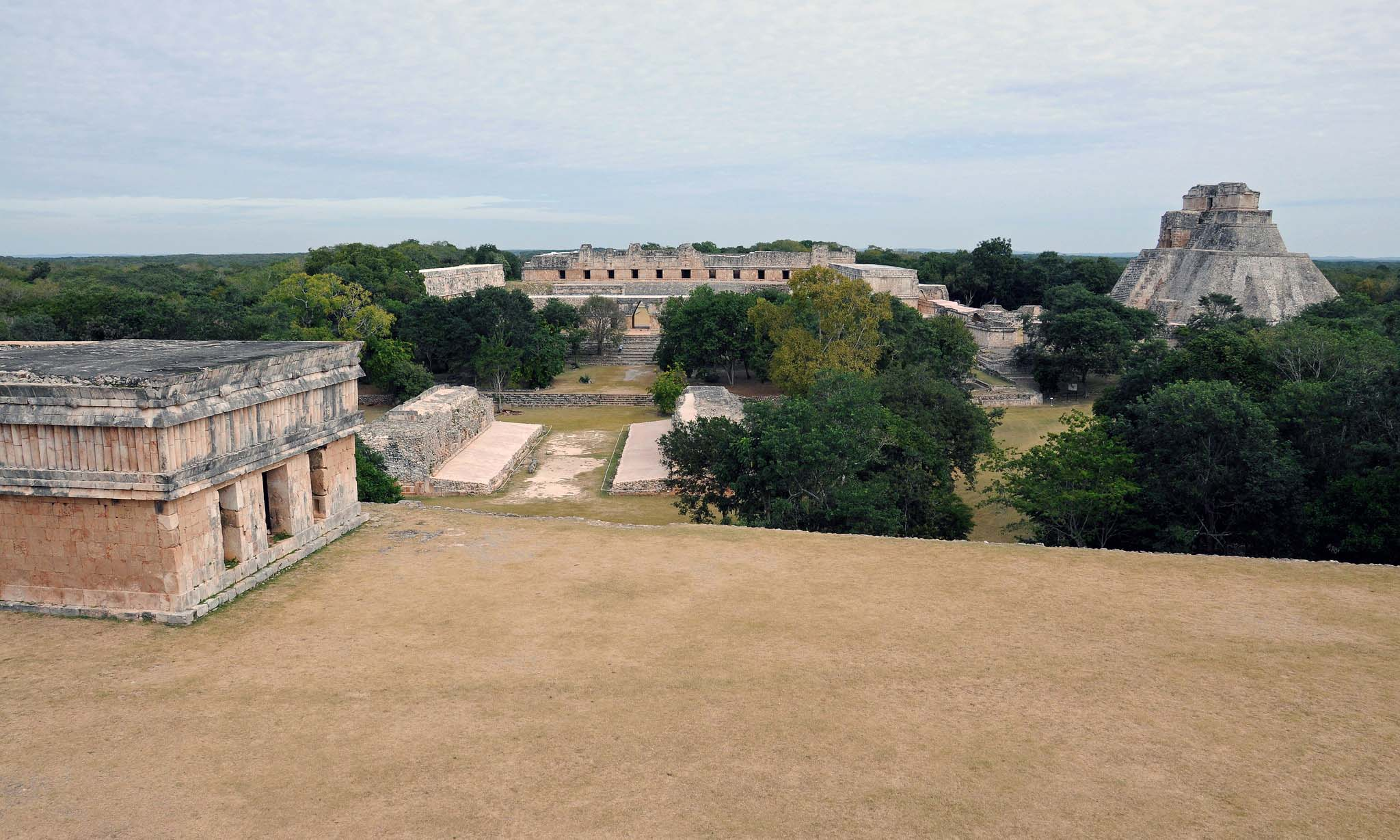
Cidade Pré-Hispânica de Uxmal

- Centro Histórico da Cidade do México e Xochimilco (1987)

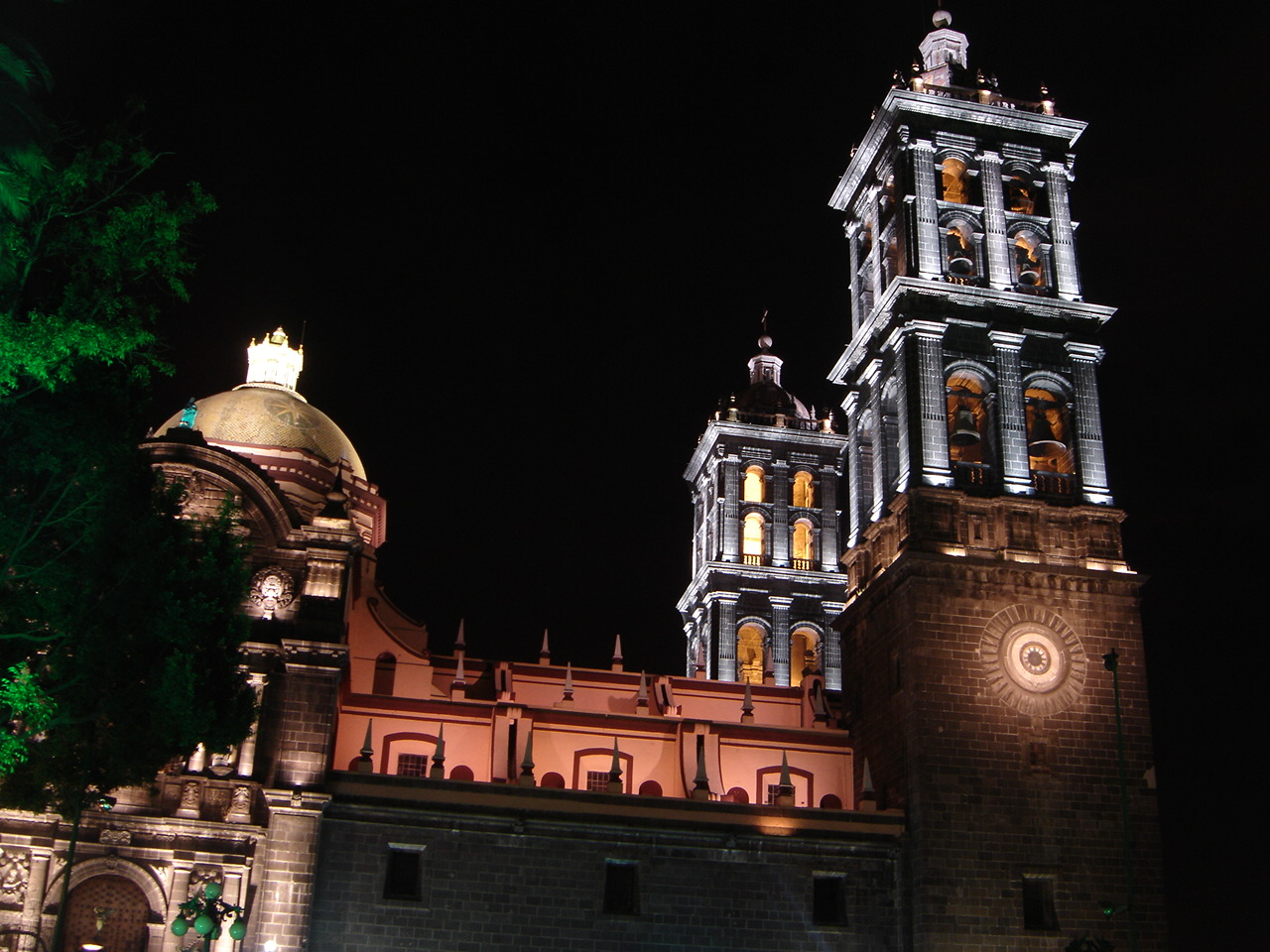
Centro Histórico de Puebla

- Centro Histórico de Oaxaca e Sítio Arqueológico de Monte Albán (1987)
- Centro Histórico de Puebla (1987)
- Cidade Pré-Hispânica de Teotihuacan (1987)
- Cidade Pré-Hispânica e Parque Nacional de Palenque (1987)
- Sian Ka'an (1987)
- Cidade Histórica de Guanajuato e Minas Adjacentes (1988)
- Cidade Pré-Hispânica de Chichén-Itzá (1988)
- Centro Histórico de Morelia (1991)
- Cidade Pré-Hispânica de El Tajín (1992)
- Centro Histórico de Zacatecas (1993)
- Pinturas Rupestres da Serra de São Francisco (1993)
- Santuário de Baleias de El Vizcaino (1993)
- Primeiros Mosteiros do Século XVI nas Encostas do Popocatepetl (1994)
- Cidade Pré-Hispânica de Uxmal (1996)
- Zona de Monumentos Históricos de Querétaro (1996)
- Hospício Cabañas, Guadalajara (1997)
- Zona Arqueológica de Paquimé, Casas Grandes (1998)
- Zona de Monumentos Históricos de Tlacotalpan (1998)
- Cidade Histórica Fortificada de Campeche (1999)
- Zona de Monumentos Arqueológicos de Xochicalco (1999)

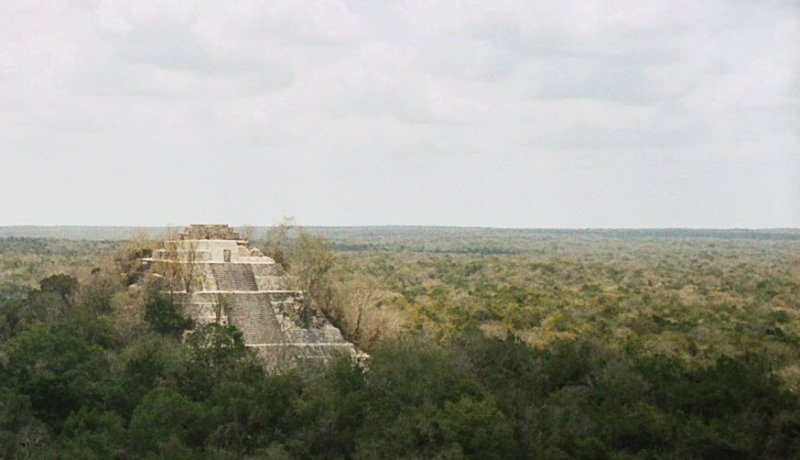
Antiga Cidade Maia de Calakmul, Campeche

- Antiga Cidade Maia de Calakmul, Campeche (2002)
- Missões Franciscanas na Sierra Gorda de Querétaro (2003)
- Casa-estúdio de Luis Barragán (2004)
- Ilhas e Áreas Protegidas do Golfo da Califórnia (2005)
- Paisagem de Agave e Antigas Instalações Industriais de Tequila (2006)
- Campus Central da Cidade Universitária da Universidade Nacional Autónoma do México (UNAM) (2007)
- Reserva da Biosfera Borboleta-monarca (2008)
- Cidade Fortificada de San Miguel e Santuário de Jesus Nazareno de Atotonilco (2008)
- Camino Real de Tierra Adentro (2010)
- Cavernas Pré-históricas de Yagul e Mitla no Vale Central de Oaxaca (2010)
- Reserva da Biosfera El Pinacate e Grande Deserto de Altar (2013)
- Aqueduto do Padre Tembleque (2015)
- Arquipélago Revillagigedo (2016)
- Vale Tehuacán-Cuicatlán: habitat originário da Mesoamérica (2018)[3]

## Nicarágua

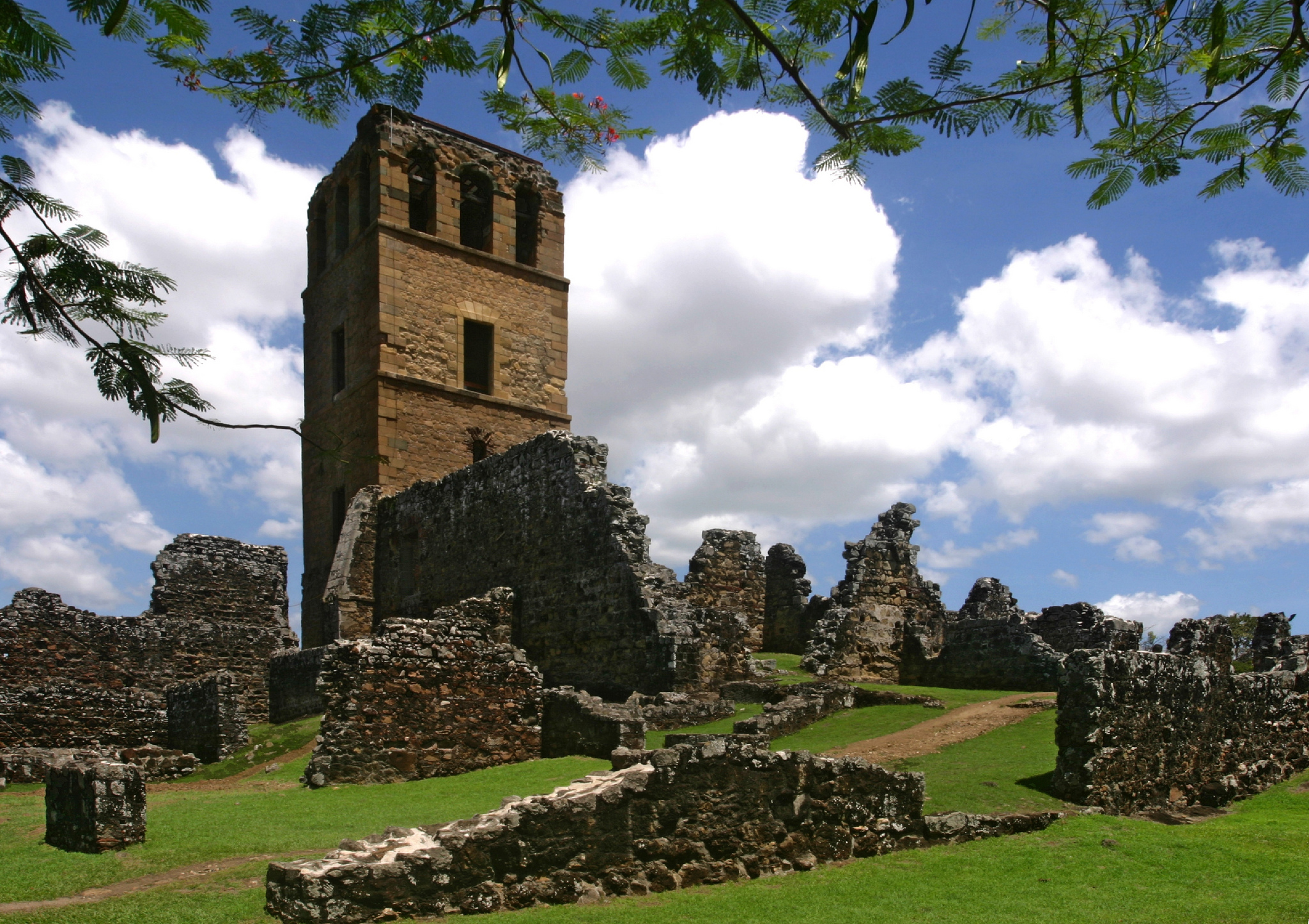
Sítio Arqueológico de Panamá Viejo e Distrito Histórico do Panamá

- Ruínas de León Viejo (2000)
- Catedral de León (2011)

## Panamá
- Fortificações do Lado Caribe do Panamá: Portobelo-San Lorenzo (1980)
- Parque Nacional Darien (1981)
- Parque Nacional La Amistad / Reservas da Cordilheira de Talamanca-La Amistad (1983, 1990) (sítio transfronteiriço com a Costa Rica)
- Sítio Arqueológico de Panamá Viejo e Distrito Histórico do Panamá (1997, 2003)
- Parque Nacional Coiba e a sua Zona Especial de Protecção Marinha (2005)

## Paraguai
- Missões Jesuítas de La Santísima Trinidad de Paraná e Jesús de Tavarangue (1993)

## Peru
- Santuário Histórico de Machu Picchu (1983)
- Cidade de Cuzco (1983)

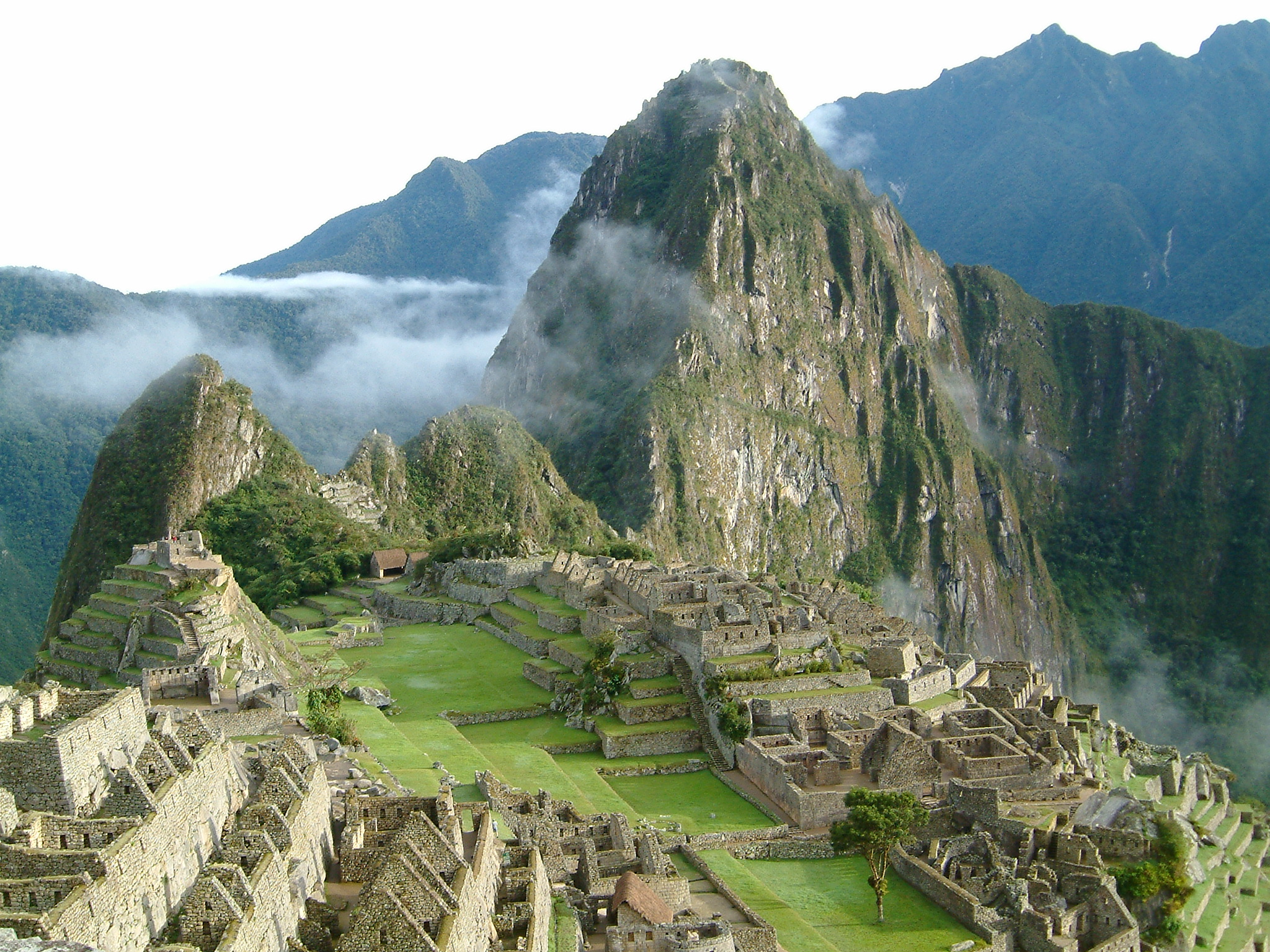
Santuário Histórico de Machu Picchu

- Parque Nacional de Huascarán (1985)
- Sítio Arqueológico de Chavin (1985)
- Zona Arqueológica de Chan Chan (1986)
- Parque Nacional de Manú (1987)
- Centro Histórico de Lima (1988, 1991)
- Parque Nacional do Rio Abiseo (1990, 1992)
- Linhas e Geóglifos de Nasca e das Pampas de Jumana (1994)
- Centro Histórico da Cidade de Arequipa (2000)
- Cidade Sagrada de Caral-Supe (2009)
- Qhapaq Ñan, Caminhos Incas (2014) (sítio transfronteiriço com Argentina, Bolívia, Chile, Colômbia e Equador)

## República Dominicana

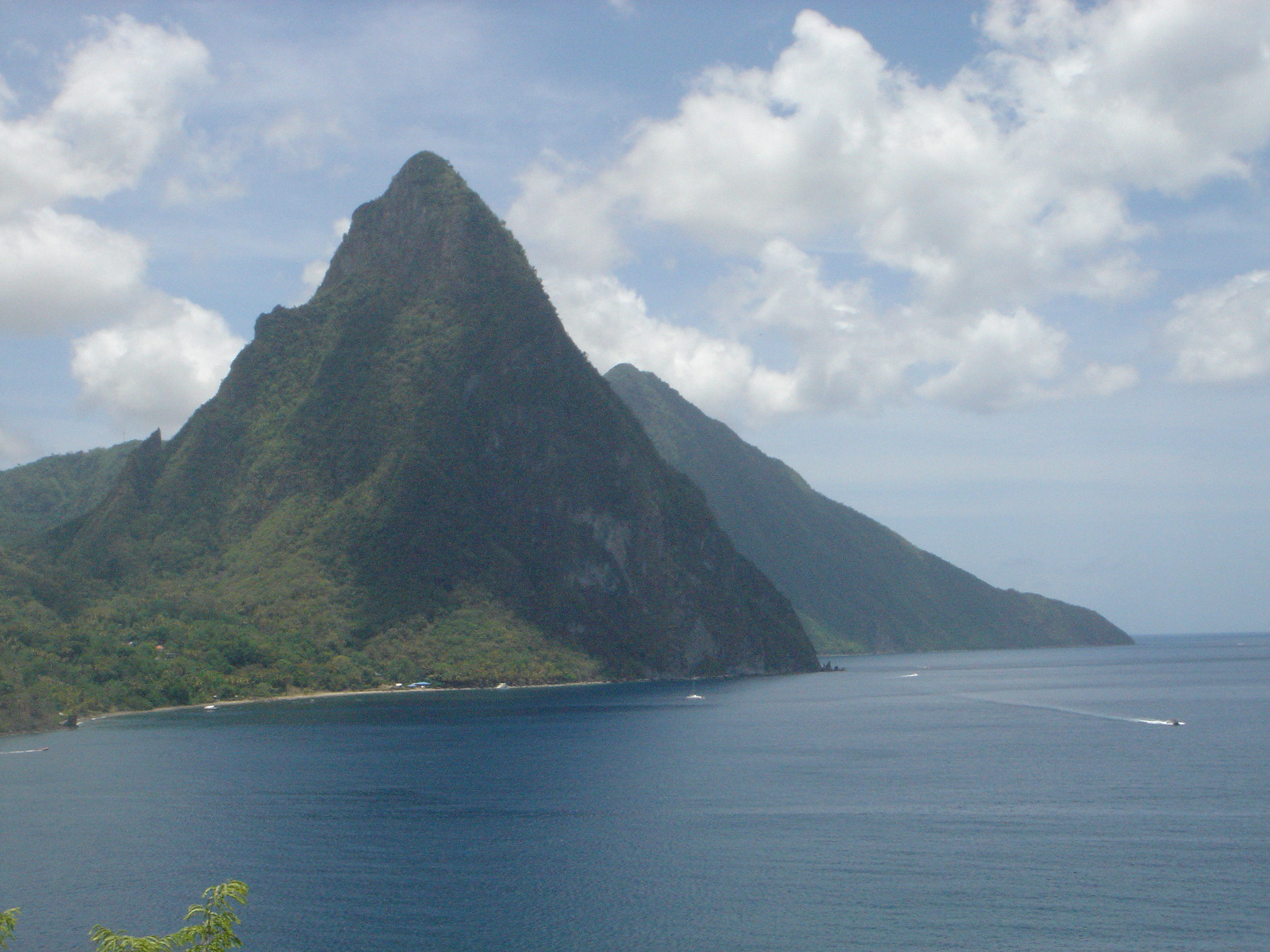
Área de Gestão Ambiental dos Pitons

- Cidade Colonial de Santo Domingo (1990)

## Santa Lúcia
- Área de Gestão Ambiental dos Pitons (2004)

## São Cristóvão e Névis
- Parque Nacional da Fortaleza de Brimstone Hill (1999)

## Suriname

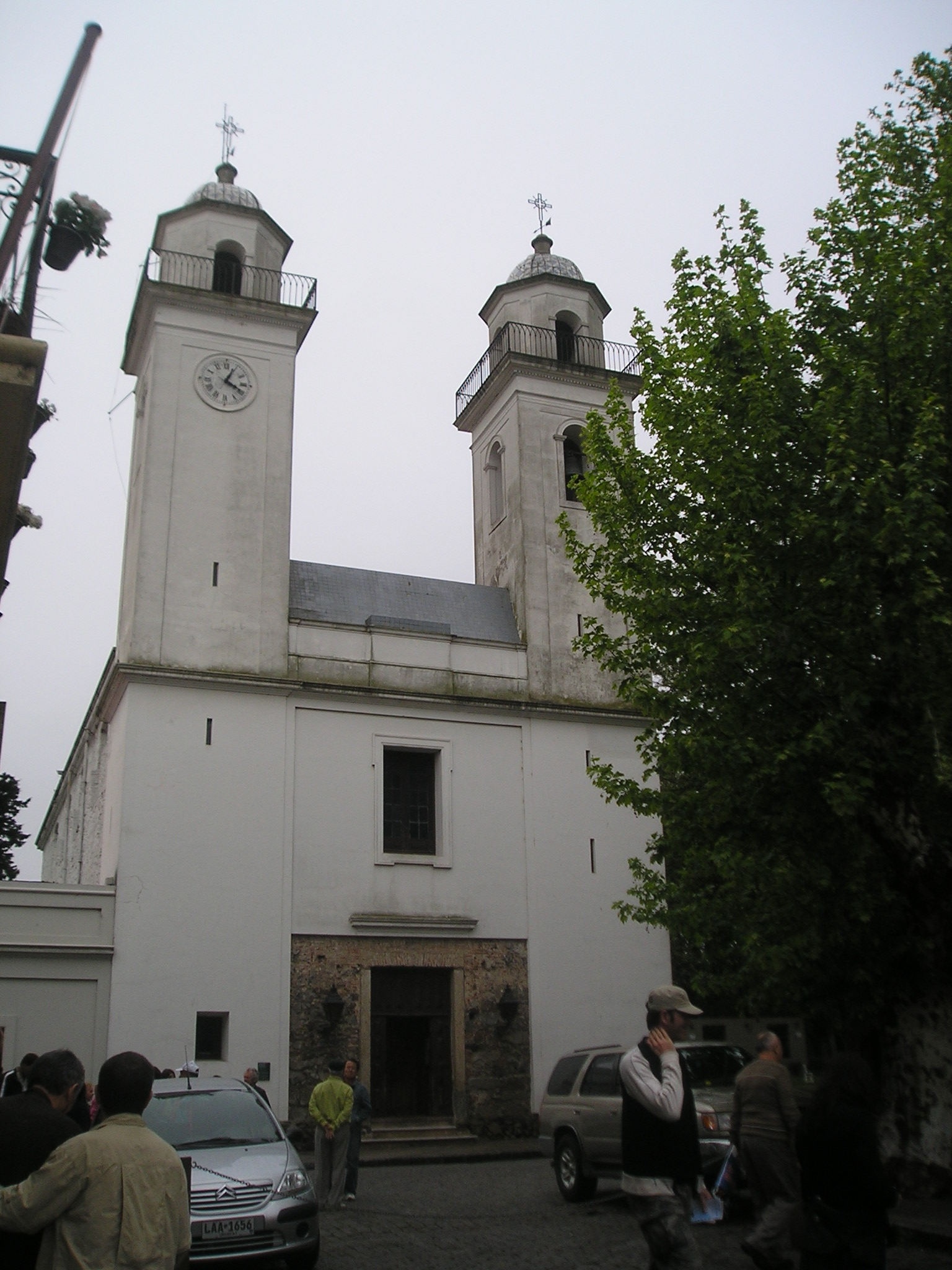
Bairro Histórico da Cidade de Colonia del Sacramento

- Reserva Natural do Suriname Central (2000)
- Centro Histórico da Cidade de Paramaribo (2002)

## Uruguai
- Bairro Histórico da Cidade de Colônia do Sacramento (1995)
- Paisagem cultural e industrial de Fray Bentos (2015)

## Venezuela
- Coro e seu Porto (1993)
- Parque Nacional Canaíma (1994)
- Cidade Universitária de Caracas (2000)